# Druga hrvatska nogometna liga 2014-2015
La Druga hrvatska nogometna liga 2014-2015, conosciuta anche come 2. HNL 2014-2015, è stata la 24ª edizione della seconda divisione, la nona consecutiva a girone unico, del campionato di calcio croato.
Il torneo è stato vinto dal Inter Zaprešić che così ha ottenuto la promozione in Prva liga. La seconda classificata, il Sesvete ha rinunciato a disputare il play-off contro la penultima della categoria superiore, la Istra 1961, perdendo così la possibilità di promozione.
Bistra e Pomorac sono state le squadre retrocesse.
Il capocannoniere è stato (per il secondo anno consecutivo) Ilija Nestorovski (Inter Zaprešić) con 24 reti.

## Avvenimenti
Delle 12 squadre della stagione precedente, 1 è stata promossa in 1. HNL e 2 sono state retrocesse in 3. HNL

Dalla divisione inferiore 2 sono state promosse, mentre 1 è stata retrocessa da quella superiore, riportando così l'organico a 12 compagini.

### Formula
- Le 12 squadre disputano 33 giornate, al termine delle quali:
  - La prima classificata viene promossa in 1. HNL 2015-2016 se ottiene la licenza.[2]
  - La seconda classificata, se ottiene la licenza, disputa uno spareggio contro la penultima della 1. HNL 2014-2015.[2]
  - Le ultime tre classificate retrocedono in 3. HNL 2015-2016.[3]

### Calendario
Le 12 partecipanti disputano un girone andata-ritorno (in croato Prvi dio), al termine delle 22 giornate ne disputano ancora 11 (Drugi dio) secondo uno schema prefissato (qui sotto riportato) per un totale di 33 giornate.
| Giornate | Giornate                               | Giornate                               | Giornate                               | Giornate                               | Giornate                               | Giornate                               | Giornate                               | Giornate                               | Giornate                               | Giornate                               |
| --- | -------------------------------------- | -------------------------------------- | -------------------------------------- | -------------------------------------- | -------------------------------------- | -------------------------------------- | -------------------------------------- | -------------------------------------- | -------------------------------------- | -------------------------------------- |
| 23ª | 24ª                                    | 25ª                                    | 26ª                                    | 27ª                                    | 28ª                                    | 29ª                                    | 30ª                                    | 31ª                                    | 32ª                                    | 33ª                                    |
| 1 – 12 2 – 11 3 – 10 4 – 9 5 – 8 6 – 7 | 6 – 12 7 – 5 8 – 4 9 – 3 10 – 2 11 – 1 | 1 – 10 2 – 9 3 – 8 4 – 7 5 – 6 12 – 11 | 5 – 12 6 – 4 7 – 3 8 – 2 9 – 1 10 – 11 | 1 – 8 2 – 7 3 – 6 4 – 5 11 – 9 12 – 10 | 4 – 12 5 – 3 6 – 2 7 – 1 8 – 11 9 – 10 | 1 – 6 2 – 5 3 – 4 10 – 8 11 – 7 12 – 9 | 3 – 12 4 – 2 5 – 1 6 – 11 7 – 10 8 – 9 | 1 – 4 2 – 3 9 – 7 10 – 6 11 – 5 12 – 8 | 2 – 12 3 – 1 4 – 11 5 – 10 6 – 9 7 – 8 | 1 – 2 8 – 6 9 – 5 10 – 4 11 – 3 12 – 7 |
| I numeri rappresentano le squadre dopo la 22ª giornata. Per le prime 6 classificate i numeri corrispondono alle posizioni, per le altre 6 sono invertiti (la 7ª ha il numero 12, la 8ª l'11, la 9ª il 10, etc.) |                                        |                                        |                                        |                                        |                                        |                                        |                                        |                                        |                                        |                                        |

## Squadre partecipanti
| Squadra              | Sede                  | Stadio             | Stagione 2013-14 | Stagione 2013-14 |
| Squadra              | Sede                  | Stadio             | Pos.             | Divisione        |
| -------------------- | --------------------- | ------------------ | ---------------- | ---------------- |
| Hrvatski Dragovoljac | Novi Zagreb, Zagabria | NŠC Stjepan Spajić | 10º              | 1. HNL           |
| Cibalia              | Vinkovci              | Cibalia            | 2º               | 2. HNL           |
| Inter                | Zaprešić              | Gradski            | 3º               | 2. HNL           |
| Rudeš                | Rudeš, Zagabria       | ŠC Rudeš           | 4º               | 2. HNL           |
| Sesvete              | Sesvete, Zagabria     | Sv. Josip Radnik   | 5º               | 2. HNL           |
| Segesta              | Sisak                 | Gradski            | 6º               | 2. HNL           |
| HNK Gorica           | Velika Gorica         | Radnik             | 7º               | 2. HNL           |
| Pomorac              | Costrena              | Žuknica            | 8º               | 2. HNL           |
| Lučko                | Lučko, Zagabria       | Lučko              | 9º               | 2. HNL           |
| Dugopolje            | Dugopoglie            | Hrvatski vitezovi  | 10º              | 2. HNL           |
| Bistra               | Bistra                | SC Bistra          | 3º               | 3. HNL Centro    |
| Imotski              | Imoschi               | Gospin Dolac       | 1º               | 3. HNL Sud       |

## Classifica
Le retrocessioni avrebbero dovuto essere tre, ma la decima classificata mantiene il posto in Druga HNL poiché solo 2 compagini della 3. HNL 2014-15, fra quelle posizionate nei posti utili, hanno ottenuto la licenza.
|                                                                      | Pos. | Squadra              | Pt       | G        | V        | N        | P        | GF       | GS       | DR       |
| -------------------------------------------------------------------- | ---- | -------------------- | -------- | -------- | -------- | -------- | -------- | -------- | -------- | -------- |
|                                                                      | 1.   | Inter Zaprešić       | 58       | 30       | 17       | 7        | 6        | 48       | 25       | +23      |
|                                                                      | 2.   | Sesvete              | 53       | 30       | 15       | 8        | 7        | 53       | 30       | +23      |
|                                                                      | 3.   | HNK Gorica           | 51       | 30       | 13       | 12       | 5        | 46       | 26       | +20      |
|                                                                      | 4.   | Rudeš                | 42       | 30       | 10       | 12       | 8        | 36       | 28       | +8       |
|                                                                      | 5.   | Imotski              | 38       | 30       | 9        | 11       | 10       | 31       | 38       | −7       |
|                                                                      | 6.   | Cibalia              | 38       | 30       | 10       | 8        | 12       | 36       | 44       | −8       |
|                                                                      | 7.   | Dugopolje            | 34       | 30       | 7        | 13       | 10       | 27       | 32       | −5       |
|                                                                      | 8.   | Segesta              | 34       | 30       | 9        | 7        | 14       | 31       | 42       | −11      |
|                                                                      | 9.   | Lučko                | 33       | 30       | 8        | 9        | 13       | 24       | 35       | −11      |
|                                                                      | 10.  | Hrvatski Dragovoljac | 33       | 30       | 8        | 9        | 13       | 30       | 42       | −12      |
|                                                                      | 11.  | Bistra               | 27       | 30       | 5        | 12       | 13       | 18       | 38       | −20      |
|                                                                      | 12.  | Pomorac              | Ritirato | Ritirato | Ritirato | Ritirato | Ritirato | Ritirato | Ritirato | Ritirato |
| Fonte: druga-hnl.com Archiviato il 4 marzo 2016 in Internet Archive. |      |                      |          |          |          |          |          |          |          |          |

Legenda:

      Promossa in 1.HNL 2015-2016.

  Partecipa agli spareggi promozione/retrocessione.

      Retrocessa in 3.HNL 2015-2016.

      Esclusa dal campionato.
Note:

Tre punti a vittoria, uno a pareggio, zero a sconfitta.
In caso di arrivo di due o più squadre a pari punti, la graduatoria viene stilata secondo la classifica avulsa tra le squadre interessate.
Il Bistra rinuncia alla terza divisione e si iscrive nella prima divisione regionale di competenza, la Jedinstvena ŽNL Zagrebačka (quinta serie).

## Risultati

### Tabellone
|                      | Int  | Ses  | Gor  | Rud  | Imo  | Cib  | Dug  | Seg  | Luč  | Dra  | Bis  |
| -------------------- | ---- | ---- | ---- | ---- | ---- | ---- | ---- | ---- | ---- | ---- | ---- |
| Inter Zaprešić       | –––– | 4:1  | 1:1  | 2:1  | 0:0  | 1:0  | 0:2  | 2:0  | 3:0  | 1:0  | 3:0  |
| Inter Zaprešić       | –––– | 3:0  | —    | —    | 3:1  | —    | 1:1  | 2:0  | —    | —    | 3:0  |
| Sesvete              | 5:0  | –––– | 1:1  | 3:0  | 2:0  | 1:2  | 1:0  | 2:1  | 2:0  | 5:1  | 1:2  |
| Sesvete              | —    | –––– | 3:1  | 2:1  | —    | 4:0  | 3:0  | —    | 1:2  | 2:0  | —    |
| HNK Gorica           | 1:0  | 1:1  | –––– | 2:2  | 1:2  | 1:2  | 0:0  | 3:2  | 1:1  | 5:0  | 2:0  |
| HNK Gorica           | 0:1  | —    | –––– | 0:0  | —    | 3:1  | 1:1  | —    | 0:2  | 3:2  | —    |
| Rudeš                | 1:2  | 1:2  | 0:0  | –––– | 3:1  | 3:0  | 2:0  | 3:0  | 1:4  | 2:0  | 0:0  |
| Rudeš                | 1:1  | —    | —    | –––– | —    | 1:1  | 1:0  | 4:0  | —    | —    | 1:0  |
| Imotski              | 1:4  | 0:1  | 0:4  | 0:0  | –––– | 1:0  | 0:2  | 1:0  | 3:1  | 2:2  | 0:0  |
| Imotski              | —    | 1:1  | 1:1  | 0:0  | –––– | —    | 3:1  | —    | 2:0  | 0:0  | —    |
| Cibalia              | 0:3  | 1:0  | 0:1  | 1:1  | 2:3  | –––– | 2:0  | 3:0  | 1:0  | 1:1  | 2:1  |
| Cibalia              | 2:1  | —    | —    | —    | 2:2  | –––– | 2:2  | 2:4  | —    | —    | 1:2  |
| Dugopolje            | 1:1  | 1:1  | 0:3  | 1:1  | 3:1  | 0:1  | –––– | 0:0  | 1:1  | 3:2  | 3:0  |
| Dugopolje            | —    | —    | —    | —    | —    | —    | –––– | 1:0  | 0:0  | 0:0  | 0:0  |
| Segesta              | 1:1  | 4:3  | 0:2  | 0:0  | 1:0  | 2:1  | 2:1  | –––– | 2:0  | 0:2  | 4:0  |
| Segesta              | —    | 1:1  | 1:1  | —    | 1:0  | —    | —    | –––– | —    | —    | 1:1  |
| Lučko                | 0:1  | 0:0  | 2:2  | 1:0  | 1:2  | 1:1  | 2:1  | 0:2  | –––– | 0:2  | 1:0  |
| Lučko                | 1:0  | —    | —    | 1:1  | —    | 0:1  | —    | 1:1  | –––– | —    | 1:0  |
| Hrvatski Dragovoljac | 2:1  | 1:1  | 0:1  | 3:2  | 0:2  | 2:2  | 0:1  | 2:1  | 2:0  | –––– | 1:1  |
| Hrvatski Dragovoljac | 1:2  | —    | —    | 1:2  | —    | 2:1  | —    | 1:0  | 0:0  | –––– | —    |
| Bistra               | 1:1  | 0:2  | 0:2  | 0:1  | 1:1  | 1:1  | 1:1  | 2:0  | 2:1  | 1:0  | –––– |
| Bistra               | —    | 1:1  | 0:2  | —    | 1:1  | —    | —    | —    | —    | 0:0  | –––– |
| Fonte: soccerway.com |      |      |      |      |      |      |      |      |      |      |      |

### Calendario
Con la 12ª giornata si ritira il Pomorac e tutte le sue partite vengono cancellate.
| 1ª giornata, 16 ago. 2014 |     |
| Gorica - Bistra           | 2-0 |
| Inter - Dugopolje         | 0-2 |
| Imotski - Pomorac         | 2-0 |
| Sesvete - Cibalia         | 1-2 |
| H.dragovoljac - Rudeš     | 3-2 |
| Lučko - Segesta           | 0-2 |

| 2ª giornata, 23 ago. 2014 |     |
| Inter - H.dragovoljac     | 1-0 |
| Cibalia - Lučko           | 1-0 |
| Segesta - Gorica          | 0-2 |
| Rudeš - Imotski           | 3-1 |
| Dugopolje - Bistra        | 3-0 |
| Pomorac - Sesvete         | 0-1 |

| 3ª giornata, 30 ago. 2014 |     |
| Gorica - Cibalia          | 1-2 |
| H.dragovoljac - Dugoplje  | 0-1 |
| Imotski - Inter           | 1-4 |
| Sesvete - Rudeš           | 3-0 |
| Lučko - Pomorac           | 1-0 |
| Bistra - Segesta          | 2-0 |

| 4ª giornata, 7 set. 2014 |     |
| H.dragovoljac - Imotski  | 0-2 |
| Inter - Sesvete          | 4-1 |
| Cibalia - Bistra         | 2-1 |
| Dugopolje - Segesta      | 0-0 |
| Pomorac - Gorica         | 0-3 |
| Rudeš - Lučko            | 1-4 |

| 5ª giornata, 13 set. 2014 |     |
| Gorica - Rudeš            | 2-2 |
| Sesvete - H.dragovoljac   | 5-1 |
| Imotski - Dugopolje       | 0-2 |
| Segesta - Cibalia         | 2-1 |
| Lučko - Inter             | 0-1 |
| Bistra - Pomorac          | 2-1 |

| 6ª giornata, 17 set. 2014 |     |
| Dugopolje - Cibalia       | 0-1 |
| Pomorac - Segesta         | 2-1 |
| Rudeš - Bistra            | 0-0 |
| Lučko - H.dragovoljac     | 0-2 |
| Imotski - Sesvete         | 0-1 |
| Inter - Gorica            | 1-1 |

| 7ª giornata, 20 set. 2014 |     |
| Sesvete - Dugopolje       | 1-0 |
| Segesta - Rudeš           | 0-0 |
| Gorica - H.dragovoljac    | 5-0 |
| Cibalia - Pomorac         | 4-0 |
| Lučko - Imotski           | 1-2 |
| Bistra - Inter            | 1-1 |

| 8ª giornata, 26 set. 2014 |      |
| H.dragovoljac - Bistra    | 1-1  |
| Imotski - Gorica          | 0-4  |
| Sesvete - Lučko           | 2-0  |
| Inter - Segesta           | 2-0  |
| Dugopolje - Pomorac       | 11-0 |
| Rudeš - Cibalia           | 3-0  |

| 9ª giornata, 5 ott. 2014 |      |
| Gorica - Sesvete         | 1-1  |
| Segesta - H.dragovoljac  | 0-2  |
| Cibalia - Inter          | 0-3  |
| Bistra - Imotski         | 1-1  |
| Lučko - Dugopolje        | 2-1  |
| Pomorac - Rudeš          | 0-15 |

| 10ª giornata, 8 ott. 2014 |     |
| Imotski - Segesta         | 1-0 |
| Dugopolje - Rudeš         | 1-1 |
| H.dragovoljac - Cibalia   | 2-2 |
| Lučko - Gorica            | 2-2 |
| Sesvete - Bistra          | 1-2 |
| Inter - Pomorac           | 3-0 |

| 11ª giornata, 12 ott. 2014 |     |
| Segesta - Sesvete          | 4-3 |
| Gorica - Dugopolje         | 0-0 |
| Rudeš - Inter              | 1-2 |
| Pomorac - H.dragovoljac    | 0-3 |
| Bistra - Lučko             | 2-1 |
| Cibalia - Imotski          | 2-3 |

| 12ª giornata, 19 ott. 2014 |     |
| Segesta - Lučko            | 2-0 |
| Cibalia - Sesvete          | 1-0 |
| Dugopolje - Inter          | 1-1 |
| Rudeš - H.dragovoljac      | 2-0 |
| Bistra - Gorica            | 0-2 |
| riposa Imotski             |     |

| 13ª giornata, 24 ott. 2014 |     |
| H.dragovoljac - Inter      | 2-1 |
| Gorica - Segesta           | 3-2 |
| Imotski - Rudeš            | 0-0 |
| Lučko - Cibalia            | 1-1 |
| Bistra - Dugopolje         | 1-1 |
| riposa Sesvete             |     |

| 14ª giornata, 2 nov. 2014 |     |
| Inter - Imotski           | 0-0 |
| Dugopolje - H.dragovoljac | 3-2 |
| Rudeš - Sesvete           | 1-2 |
| Cibalia - Gorica          | 0-1 |
| Segesta - Bistra          | 4-0 |
| riposa Lučko              |     |

| 15ª giornata, 8 nov. 2014 |     |
| Imotski - H.dragovoljac   | 2-2 |
| Segesta - Dugopolje       | 2-1 |
| Sesvete - Inter           | 5-0 |
| Lučko - Rudeš             | 1-0 |
| Bistra - Cibalia          | 1-1 |
| riposa Gorica             |     |

| 16ª giornata, 16 nov. 2014 |     |
| H.dragovoljac - Sesvete    | 1-1 |
| Inter - Lučko              | 3-0 |
| Cibalia - Segesta          | 3-0 |
| Dugopolje - Imotski        | 3-1 |
| Rudeš - Gorica             | 0-0 |
| riposa Bistra              |     |

| 17ª giornata, 22 nov. 2014 |     |
| H.dragovoljac - Lučko      | 2-0 |
| Gorica - Inter             | 1-0 |
| Sesvete - Imotski          | 2-0 |
| Cibalia - Dugopolje        | 2-0 |
| Bistra - Rudeš             | 0-1 |
| riposa Segesta             |     |

| 18ª giornata, 30 nov. 2014 |     |
| H.dragovoljac - Gorica     | 0-1 |
| Inter - Bistra             | 3-0 |
| Imotski - Lučko            | 3-1 |
| Dugoplje - Sesvete         | 1-1 |
| Rudeš - Segesta            | 3-0 |
| riposa Cibalia             |     |

| 19ª giornata, 1 mar. 2015 |     |
| Gorica - Imotski          | 1-2 |
| Cibalia - Rudeš           | 1-1 |
| Segesta - Inter           | 1-1 |
| Bistra - H.dragovoljac    | 1-0 |
| Lučko - Sesvete           | 0-0 |
| riposa Dugopolje          |     |

| 20ª giornata, 6 mar. 2015 |     |
| H.dragovoljac - Segesta   | 2-1 |
| Inter - Cibalia           | 1-0 |
| Imotski - Bistra          | 0-0 |
| Sesvete - Gorica          | 1-1 |
| Dugoplje - Lučko          | 1-1 |
| riposa Rudeš              |     |

| 21ª giornata, 15 mar. 2015 |     |
| Gorica - Lučko             | 1-1 |
| Segesta - Imotski          | 1-0 |
| Cibalia - H.dragovoljac    | 1-1 |
| Rudeš - Dugopolje          | 2-0 |
| Bistra - Sesvete           | 0-2 |
| riposa Inter               |     |

| 22ª giornata, 22 mar. 2015 |     |
| Inter - Rudeš              | 2-1 |
| Imotski - Cibalia          | 1-0 |
| Sesvete - Segesta          | 2-1 |
| Dugopolje - Gorica         | 0-3 |
| Lučko - Bistra             | 1-0 |
| riposa H.dragovoljac       |     |

| 23ª giornata, 28 marzo 2015 |     |
| Gorica - Dugopolje          | 1-1 |
| Inter - Segesta             | 2-0 |
| Imotski - Lučko             | 2-0 |
| Sesvete - H.dragovoljac     | 2-0 |
| Cibalia - Bistra            | 1-2 |
| riposa Rudeš                |     |

| 24ª giornata, 1º aprile 2015 |     |
| Rudeš - Dugopolje            | 1-0 |
| H.dragovoljac - Inter        | 1-2 |
| Lučko - Cibalia              | 0-1 |
| Segesta - Gorica             | 1-1 |
| Bistra - Sesvete             | 1-1 |
| riposa Imotski               |     |

| 25ª giornata, 7 aprile 2015 |     |
| Imotski - Rudeš             | 0-0 |
| Dugopolje - Segesta         | 1-0 |
| Gorica - H.dragovoljac      | 3-2 |
| Sesvete - Lučko             | 1-2 |
| Inter - Bistra              | 3-0 |
| riposa Cibalia              |     |

| 26ª giornata, 12 aprile 2015 |     |
| Imotski - Dugopolje          | 3-1 |
| Rudeš - Cibalia              | 1-1 |
| H.dragovoljac - Segesta      | 1-0 |
| Lučko - Inter                | 1-0 |
| Bistra - Gorica              | 0-2 |
| riposa Sesvete               |     |

| 27ª giornata, 18 aprile 2015 |     |
| Gorica - Lučko               | 0-2 |
| Cibalia - Imotski            | 2-2 |
| Sesvete - Rudeš              | 2-1 |
| Segesta - Bistra             | 1-1 |
| Dugopolje - H.dragovoljac    | 0-0 |
| riposa Inter                 |     |

| 28ª giornata, 25 aprile 2015 |     |
| Imotski - Sesvete            | 1-1 |
| Cibalia - Dugopolje          | 2-2 |
| Rudeš - Inter                | 1-1 |
| Bistra - H.dragovoljac       | 0-0 |
| Lučko - Segesta              | 1-1 |
| riposa Gorica                |     |

| 29ª giornata, 1º maggio 2015 |     |
| Inter - Imotski              | 3-1 |
| Gorica - Rudeš               | 0-0 |
| H.dragovoljac - Lučko        | 0-0 |
| Sesvete - Cibalia            | 4-0 |
| Dugopolje - Bistra           | 0-0 |
| riposa Segesta               |     |

| 30ª giornata, 9 maggio 2015 |     |
| Imotski - Gorica            | 1-1 |
| Sesvete - Dugopolje         | 3-0 |
| Cibalia - Inter             | 2-1 |
| Rudeš - Segesta             | 4-0 |
| Lučko - Bistra              | 1-0 |
| riposa H.dragovoljac        |     |

| 31ª giornata, 16 maggio 2015 |     |
| H.dragovoljac - Rudeš        | 1-2 |
| Gorica - Cibalia             | 3-1 |
| Inter - Sesvete              | 3-0 |
| Dugopolje - Lučko            | 0-0 |
| Segesta - Imotski            | 1-0 |
| riposa Bistra                |     |

| 32ª giornata, 23 maggio 2015 |     |
| Imotski - H.dragovoljac      | 0-0 |
| Inter - Dugopolje            | 1-1 |
| Rudeš - Bistra               | 1-0 |
| Cibalia - Segesta            | 2-4 |
| Sesvete - Gorica             | 3-1 |
| riposa Lučko                 |     |

| 33ª giornata, 30 maggio 2015 |     |
| Bistra - Imotski             | 1-1 |
| Lučko - Rudeš                | 1-1 |
| H.dragovoljac - Cibalia      | 2-1 |
| Segesta - Sesvete            | 1-1 |
| Gorica - Inter               | 0-1 |
| riposa Dugopolje             |     |

## Classifica marcatori
| Pos. | Giocatore          | Squadra/e      | Reti |
| ---- | ------------------ | -------------- | ---- |
| 1    | Ilija Nestorovski  | Inter Zaprešić | 24   |
| 2    | Jakov Puljić       | Cibalia        | 16   |
| 3    | Franck Ohandza     | Sesvete        | 15   |
| 4    | Tomislav Kiš       | HNK Gorica     | 12   |
| 5    | Josip Ćorić        | Sesvete        | 10   |
| 5    | Matija Dvorneković | HNK Gorica     | 10   |
| 7    | Matej Dumbović     | Segesta        | 8    |
| 7    | Miro Slavica       | Imotski        | 8    |

## Spareggi
Si sarebbe dovuto disputare una sfida andata e ritorno fra la seconda della 2.HNL (Sesvete) e la penultima della 1.HNL (Istra 1961). Ma la HNS non ha dato la licenza per disputare le eventuali partite di massima divisione allo "Sveti Josip Radnik", stadio del NK Sesvete, e, visto il rifiuto di questi ultimi di giocare le partite interne allo Stadio Maksimir, il play-off promozione/retrocessione non viene disputato e le due squadre rimangono nelle attuali categorie.